# Rodrigo Sebastián Palacio
Rodrigo Sebastián Palacio (Bahía Blanca, 5 de febrer de 1982) és un exfutbolista professional argentí, que jugà de davanter.

## Trajectòria

### Clubs

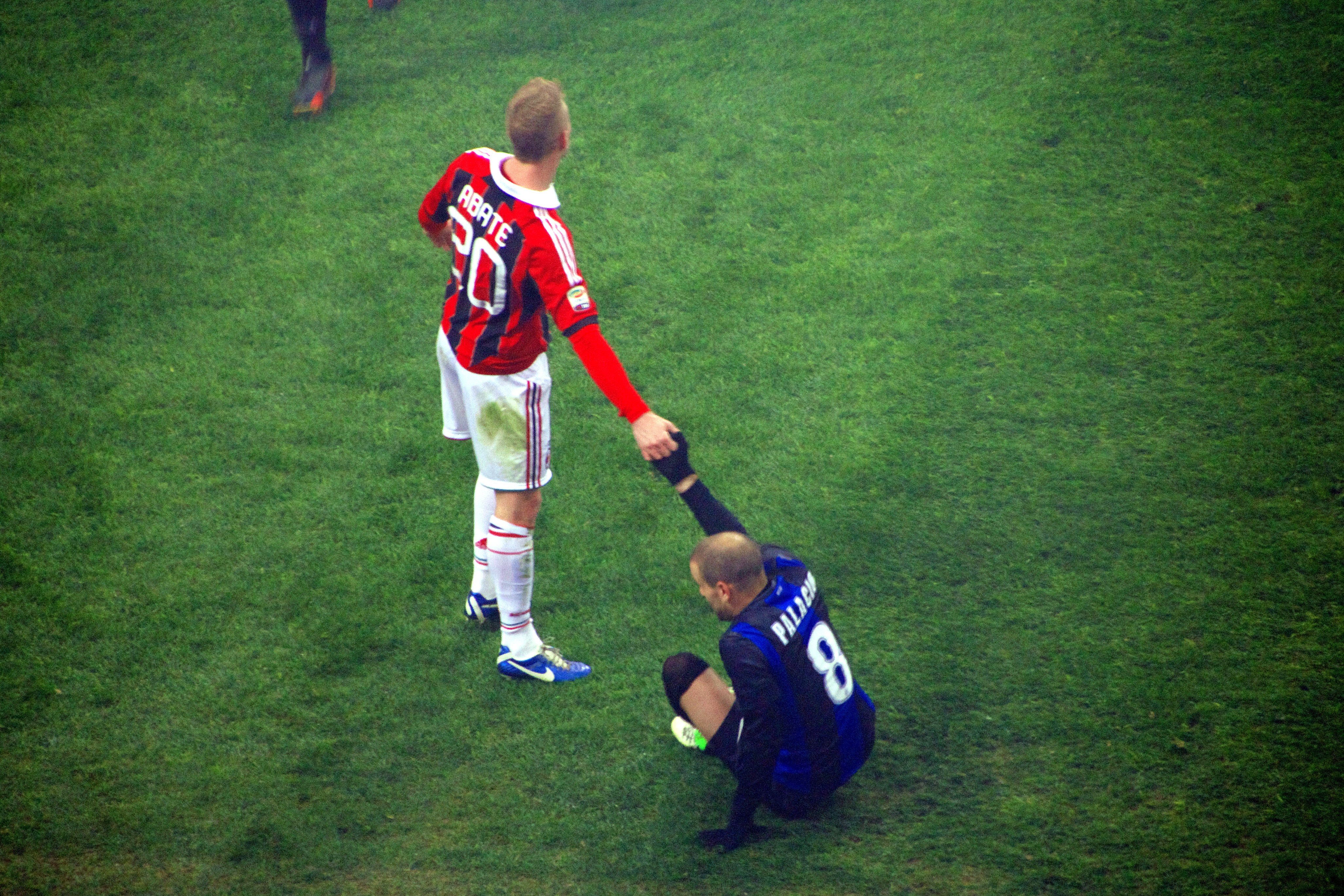
Palacio (dreta) i Ignazio Abate, el febrer de 2013.

Va començar a jugar en les categories inferiors del Club Bella Vista de la ciutat de Bahía Blanca l'any 2002
 i posteriorment va ser cedit al Club Atlético Huracán de Tres Arroyos. L'any 2004 va fitxar pel Club Atlético Banfield on va jugar 38 partits i marcant 11 gols.
La temporada següent va fitxar pel Boca Juniors, debutant el 15 de gener de 2005, en un partit amistós. En la seva primera temporada va jugar 13 partits i va marcar 3 gols. En el semestre següent va guanyar el Torneo Apertura, la Copa Sud-americana i la Recopa Sud-americana. Va ser el màxim golejador del Torneo Apertura. L'any 2006 va guanyar el Torneo Clausura 2006 i la Recopa Sud-americana. L'any següent va guanyar la Copa Libertadores2007. L'any 2008 Palacio va guanyar la Recopa Sud-americana i el Torneo Apertura 2008. Durant la temporada 2008/09 va jugar poc a causa de les lesions i en el mes de juliol de 2009 va fitxar pel Genoa CFC.
Va debutar en competició oficial amb el Genoa, sortint a la segona part durant el partit de lliga Genoa-Roma, el 23 d'agost de 2009.
El seu primer gol amb la samarreta del Genoa va ser el 6 novembre d'aquell any, en el partit contra el Lille en l'Europa League. En la seva primera temporada amb l'equip de la Ligúria va jugar 31 partits de lliga i va marcar 7 gols. La temporada 2010/11 va jugar 27 partits de lliga i va marcar 9 gols.

### Selecció argentina
Rodrigo Palacio va debutar amb la selecció argentina el 9 de març de 2005 contra Mèxic, en un partit amistós. El seu debut oficial va ser el 26 de març del mateix any, en un partit contra Bolívia, per les eliminatòries pel Mundial de Futbol d'Alemanya 2006.
Amb la selecció argentina va jugar el Mundial de Futbol d'Alemanya 2006 i l'any següent la Copa Amèrica de futbol 2007. El 15 de juny de 2008, Palacio va marcar el seu primer gol amb la selecció argentina, en un partit contra Equador.
El mes de setembre de 2011 torna a la selecció després de tres anys d'absència, convocat per les eliminatòries pel Mundial de Brasil 2014.
El juny de 2014 fou un dels 23 seleccionats per Alejandro Sabella per representar l'Argentina a la Copa del Món de Futbol de 2014 al Brasil.

## Palmarès

### Boca Juniors
- 1 Copa Libertadores (2007)
- 1 Copa Sud-americana (2005)
- 3 Recopes Sud-americanes (2005, 2006, 2008)
- 2 Tornejos Apertura (2005, 2008)
- 1 Torneig Clausura (2006)